# Prime World
Prime World — ролевая стратегия с элементами MOBA.
Игрок выступает в роли Лорда, который нанимает на службу героев. В своём замке Лорд возводит строения, нанимает и улучшает героев, производит для них максимально эффективный набор «талантов». В бою он управляет одним из героев, сражаясь с другими игроками команда на команду или с друзьями против монстров (чуди) и по мере получения прайма активирует выбранные ещё в замке «таланты».
Разрабатывалась в России и Беларуси.
31 марта 2021 года сервера игры были отключены.
В сентябре 2024 года Сергей Орловский отдал проект в open source, с запретом на коммерческое использование.
| Сводный рейтинг       | Сводный рейтинг |
| Агрегатор             | Оценка          |
| --------------------- | --------------- |
| Metacritic            | 65/100          |
| Иноязычные издания    |                 |
| Издание               | Оценка          |
| IGN                   | 5,9/10          |
| Русскоязычные издания |                 |
| Издание               | Оценка          |
| PlayGround.ru         | 8,3/10          |
| «Игромания»           | 7,5/10          |
| «Канобу»              | 8,0/10          |

## Режимы игры
Сейчас в Prime World имеется один основной и шесть дополнительных боевых режимов игры.
«Пограничье» — классический MOBA-режим. Сражение на специальной карте 5 на 5. В начале игры герои появляются на своей базе. Базы соединены тремя дорогами, между которыми находится лес, в котором обитают нейтральные монстры, так называемая чудь. Дороги защищены башнями. Через минуту по дорогам начинают выступать отряды союзных войск. Они неподконтрольны игроку. Во время игры герои постепенно набирают уровень и становятся всё сильнее. Задача героев — сломить сопротивление противника и разрушить замок, находящийся на вражеской базе. Также на базе присутствует игровая площадка, при использовании которой один из игроков может сыграть в мини-игру, аналогичную Zuma, становясь при этом неуязвимым и во время игры добывая свитки для своей команды. Эти же свитки можно купить в лесном магазине за 1000 прайма. Также время от времени на карте появляется дракон Змей Горыныч (на 11 минуте первое появление), убийство которого приносит огромный бонус всей команде, но требует совместных действий сразу нескольких членов команды. Через шесть минут тридцать секунд игры на карте появляется мини-босс — Кот Баюн. За его убийство всей команде даётся 250 единиц прайма. По своей конструкции напоминает DotA с рядом отличий, таких как терраморфинг, влияющий на игровой процесс, и др. Средняя продолжительность боя в этом режиме — 25-40 минут. Доступна также игра против компьютерных оппонентов — то есть ботов.
«Драгонвальд» — сражение на специальной карте 4 на 4. Режим, объединяющий в себе PvE и PvP. В нём отсутствует мини-игра и выступающие войска, так что прокачка героев возможна только в боях с чудью, равномерно заселяющей всю карту. Дорогу между базами защищает дракон — очень сильный монстр, победу над которым одержать можно лишь совместными усилиями всей команды. При его убийстве он роняет яйцо. Если взять яйцо, появляется особый солдат: Часовой Адорнийцев и Колосс Доктов. Он медленно продвигается к прайм-добывающему зданию противника самым коротким путём. Находящийся рядом с ним союзник накладывает щит, поглощающий 30 % урона. Эффект суммируется, но не превышает 90 %. При использовании яйца на здании противника до конца здание разрушается, моб умирает. Средняя продолжительность боя в этом режиме — 15-20 минут.
«Форпост» — сражение на специальной карте 3 на 3. В данном режиме карта меньше, есть всего одна линия. В нём также отсутствует мини-игра. У башен очень большое количество единиц здоровья, что делает практически невозможным её разрушить герою. Количество начального прайма и его приток увеличены. При убийстве героя все таланты восстанавливаются на 35 % быстрее. Каждые 90 секунд появляется особый вид солдат — катапульта. Катапульта окружена щитом (зависит от союзных героев), который полностью поглощает любой урон, кроме чистого, и тратит энергию существа при попадании в него. Когда рядом находится герой, регенерация энергии осадной машины увеличивается. Если рядом с ней умирает союзник, осадная машина получает урон, равный 35 % её максимального здоровья. Средняя продолжительность боя в этом режиме — 5-10 минут.
«Родная земля» — модификация режима «Пограничье». Отличие игрового процесса заключается в острой необходимости захвата и удержания флагов и соответственно «родной» земли, так как на ней герои получают изрядный бонус к некоторым характеристикам.
«Чехарда» — модификация режима «Пограничье». Отличие заключается в том, что при входе в бой игроку дают случайного героя из его команды. Это позволяет сыграть героем, которого нет у игрока или собранного иначе. Из-за специфики режима рейтинг героев по итогам сражения не меняется.
Время между боями игрок проводит в замке, где имеет возможность добывать ресурсы, возводить строения, продавать ненужные таланты и создавать новые, а также нанимать новых героев, отправлять их в бой, давать им возможность отдохнуть, улучшать их характеристики и менять их таланты.
«Конец Света» —модификация режима «Пограничье». Отличие заключается в том, что вся карта оформлена в мрачных тонах. Добавлены элементы дизайна вроде скелетов, свечек и т. п. Нейтральные крипы после добивания их героями с некоторой вероятностью могут переродиться в зомби, которые станут на сторону убийцы, и будут помогать атаковать линию.
«Испытания» — пятеро игроков должны защитить старый форпост от чуди, монстров, управляемых ИИ на специально созданной для этого карте. Монстры приходят волнами. Монстры появляются из четырёх точек, расположенных на карте, после каждой волны одну из точек надо уничтожить, нажав на особый выключатель. Когда все точки, кроме одной, будут уничтожены, появляется Змей Горыныч, которого надо уничтожить раньше, чем он доберется до базы. В промежутках игроки получают дополнительные задания на время. Прохождение доступно в четырёх режимах сложности — синем, фиолетовом, оранжевом и красном. Сложность также влияет на качество награды при победе.
«Манёвры» — модификация режима «Пограничье». Единственное отличие в том, что при победе/поражении в матче рейтинг героев никак не изменяется.
Также игроки могут пойти в «Договорной бой», в котором они ничего не выиграют, но и не проиграют. Данный режим предназначен для тренировок или проведения турниров. Пойти в «Договорной бой» можно в любой из выше перечисленных режимов, кроме Испытания.

## Герои
Всего в игре в настоящий момент 64 уникальных героев. У каждого из них своя механика, завязанная на роль героя и его классовые таланты.
Есть 5 видов героев:
1. Защитники
2. Бойцы
3. Штурмовики
4. Герои поддержки
5. Убийцы

Защитники способны выдержать большое количество урона, а также обладают талантами, позволяющими контролировать сразу несколько противников, не подпуская их к союзникам. Сами наносят сравнительно небольшой урон.
Бойцы способны нанести значительный урон за непродолжительный отрезок времени. При этом сами они не могут выдержать много урона.
Штурмовики — нечто среднее между Защитниками и Бойцами. В зависимости от предпочтений игроков, могут быть развиты как в сторону атаки, так и в сторону защиты. Тем самым более универсальны, но в крайней специализации слабее первых двух видов.
Герои поддержки обладают преимущественно навыками, которые усиливают союзников или восстанавливают им здоровье. Обладают хорошей выживаемостью и как правило неспособны нанести большой урон.
Убийцы — герои, которые мгновенно или за очень короткий промежуток времени способны нанести огромный урон, иногда равный всему запасу здоровья врага. Как правило для этого требуется специальная подготовка. Обладают наименьшим запасом здоровья.
За деньги игрок может приобретать альтернативные облики героя, зачастую с юмористическим оттенком. Так, облик «Обвиняшка» скопирован с прокурора Крыма Натальи Поклонской.

## Отличия от других стратегий
Подбор союзников и противников в Prime World осуществляется с учётом текущего рейтинга героя, определяемого по сложной формуле, исходя из числа побед и поражений.
В начале игроку доступны пять героев, остальные покупаются за серебро. Повышая уровень лорда, игрок получает доступ к новым героям. Чем выше требуется уровень замка, тем дороже герой.
В Prime World, в отличие от League of Legends или DotA, во внутриигровом магазине нет одежды для персонажей. Вместо предметов у каждого героя есть набор т. н. талантов: они дают как пассивные бонусы, так и активные умения — от специализированных для каждого персонажа до общих (к примеру, телепортация или же лечение).
Набор талантов, с которыми герой отправится в сражение игрок определяет в замке, а в ходе боя их только активирует по мере прокачки. Каждый герой идет со стандартным набором талантов в комплекте, новичок не может ошибиться и потратить деньги в магазине не на то, что нужно, — он открывает таланты из базового набора, причем достаточно сбалансированного. С другой стороны, опытные игроки, в боях добывшие таланты, могут очень сильно менять с их помощью своих персонажей, и различия в их параметрах по сравнению с неодетыми новичками может быть многократным.
Система жалоб за нарушение правил осуществляется через заявку, которую можно подать прямо в игре. Возможность подать жалобу на обидчика дается лишь 2 раза за игровую сессию.
Весь основной игровой материал доступен бесплатно. Однако также присутствуют премиумные услуги, которые не влияют на баланс, но помогают ускорить развитие своих героев или придать им индивидуальности. Премиумную валюту «Золото» можно приобрести за реальные деньги в отношении 2:3 (золото к рублям) или получить в небольших количествах, регулярно выполняя специальные задания или участвуя в многочисленных конкурсах.
В игре предусмотрены штрафные санкции за отказ идти в бой на этапе формирования команды (в т. н. тамбуре). Также есть штрафные санкции за досрочный выход из боя.

## Сюжет
В игре представлен конфликт двух фракций: Адорнийцев и Доктов. Когда-то они вместе составляли одну могучую державу, состоящую из трёх провинций. Но внезапно в мире произошел катаклизм, родивший новое уникальное вещество: Прайм. В небольших дозах он благотворным образом влиял на умственное и физическое развитие человека, но в больших дозах был смертельным ядом.
В результате катаклизма материк разделился на три части: первая провинция откололась от материка, и долгое время о ней было ничего не известно, а между двумя другими провинциями появилась полоса отчуждения, пресыщенная Праймом. Прайм распространился по всему миру и стал его неотъемлемой частью.
Первая из провинций находилась в гористой местности и не сильно пострадала от Прайма. С помощью нового ресурса они продвинули свои изыскания в области науки и механики далеко вперёд. Так родилась Империя Доктов.
Другая же провинция находилась в низинах и была буквально затоплена Праймом. Многие люди погибли, прочие же сильно видоизменились. Они превратились в некую эльфоподобную расу, обладающую ярко выраженной склонностью к магии. Так родилось Королевство Адорния.
Через некоторое время на материке начали появляться необыкновенные герои, которым Прайм даровал необыкновенные способности, а в полосе отчуждения поселились орды существ, мутировавших под воздействием Прайма и названных чудью. Вскоре после катаклизма между двумя державами вспыхнула война за Туманную Рощу, в которой благодаря слаженности победила Империя Доктов. После этого началась новая война с чудью, угрожающей обоим.
Игрок в Prime World — Лорд или Леди, хозяин собственного замка, являющегося главной базой операций и домом для героев. В замке можно возводить различные типы зданий — от добывающих предприятий до декоративных строений, — создавать новые таланты и подбирать из них наборы для героев, готовясь к предстоящим сражениям. Строительство и создание инфраструктуры города — важный элемент Prime World, который даёт игроку преимущества в сессионных боях.

## Книги
Писатель Вадим Панов написал книгу «Праймашина» о событиях в мире игры. Книга вышла в издательстве Эксмо в 2011 году. В апреле 2012 года вышла вторая книга серии, «Зов прайма» за авторством Александра Комзолова. В 2013 году вышла «Праймзона» Александра Зорича, а в 2014 — «Праймлорд» Виталия Зыкова.

## Награды и номинации
- Electronic Entertainment Expo 2011: IGN PC Best Strategy Game[16]
- Electronic Entertainment Expo 2011: GameFront Best of E3: Prime World[17]
- Gamescom 2011: GamingXP Best Social Game[18]
- Best Russian Game 2012: Igromania[19]
- Best Russian Game 2012: Stopgame.ru[20]
- Best Strategy Game of E3 2013: Flesh Eating Zipper[21]
- Best MOBA of E3 2013: RTSGuru[22]